# アントワーヌ・フーキエ＝タンヴィル

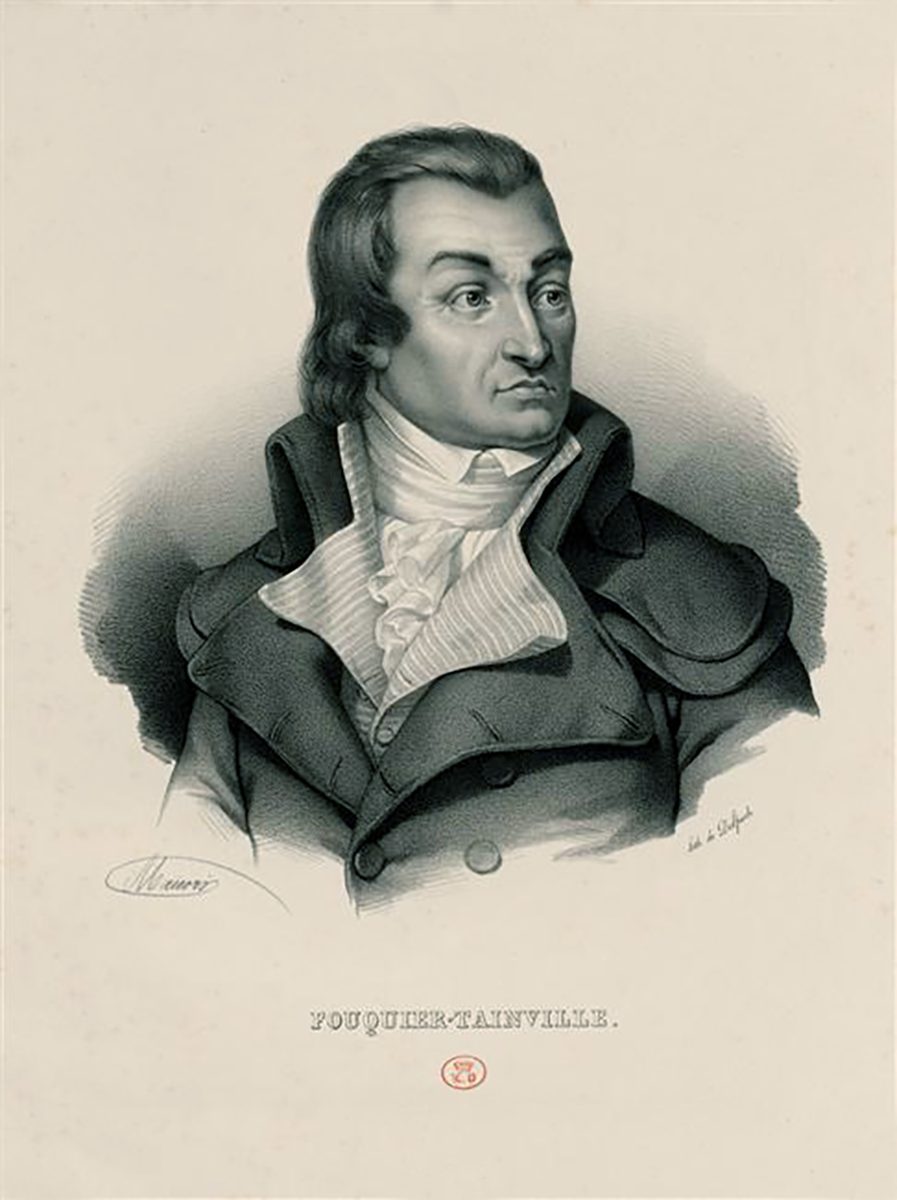
アントワーヌ・フーキエ＝タンヴィル

アントワーヌ・カンタン・フーキエ＝タンヴィル（Antoine Quentin Fouquier de Tinville または Fouquier-Tinville, 1746年6月12日 - 1795年5月7日）は、フランス革命期の革命裁判所の検事。カミーユ・デムーランの遠戚。

## 人物
1746年にエーヌ県の村、ヘロエル（ピカルディ地域圏）＝現在のフォレストで裕福な農家の息子として生まれる。革命後、検事の前歴が買われて、1793年「共和制への反対派」の全てを裁くと言う大きな権限が与えられた「革命裁判所」が設置されると、検事の職に就いた。就任後しばらくは、あまり断頭台に送らなかったが、その後は絶大な権限と雄弁によって、呵責の無い弾圧の執行者となり、些細な罪でも死刑を求刑し、市民から非常に恐れられた。王党派、ジロンド派、さらにはジャコバン派内部のエベール派とダントン派（親戚のカミーユ・デムーランも）の死刑を判事として決定。
あまりにも矢継ぎ早に行われてゆく処刑を、直接関与したタンヴィル自らは「瓦のように首が落ちている」と表現した。ロベスピエールに忠実であったが、テルミドールのクーデターの際は、ロベスピエールらに有罪を宣告した。
しかしその直後、革命裁判所は一新され、役人や判事は罷免された。間もなく被害者の遺族に告発されて逮捕される。裁判では、自分の無実を信じて「単に命令に忠実な役人として行動したに過ぎない」と主張したが認められず、1795年5月7日の午前11時半に、パリのグレーヴ広場で、元裁判長マルティアル・ジョゼフ・アルマン・エルマン、ジャン＝バティスト・コフィナル、元判事ら16人と共に処刑され、一番最後に首を撥ねられて、首は衆人の前に曝された。遺体は共にエランシ墓地（fr）に埋葬されたが、後の道路拡張で墓地が閉鎖されたことに伴って、遺骨はカタコンブ・ド・パリに移送されている。